# Tiracola uniformis
Tiracola uniformis är en fjärilsart som beskrevs av W. Warren 1913. Tiracola uniformis ingår i släktet Tiracola och familjen nattflyn. Inga underarter finns listade i Catalogue of Life.